# Friedrich-von-Bodelschwingh-Kirche (Lübeck)

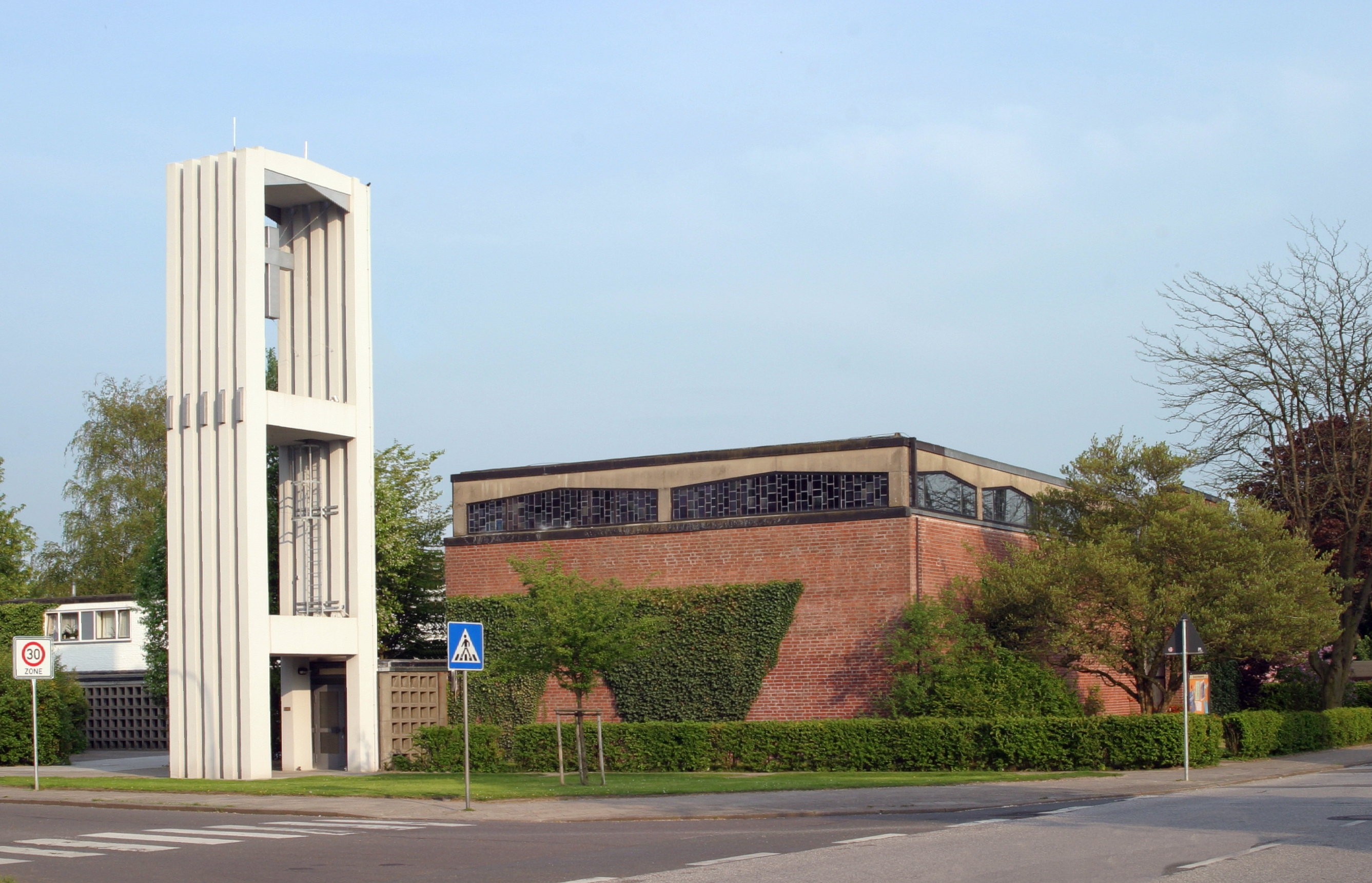
Friedrich-von-Bodelschwingh-Kirche

Die Friedrich-von-Bodelschwingh-Kirche in Lübeck ist eine evangelisch-lutherische Kirche. Sie ist nach Friedrich von Bodelschwingh benannt.
Die Kirche gehörte zur von 1963 bis 2021 bestehenden ehemaligen Ev.-Luth. Kirchengemeinde Friedrich von Bodelschwingh. Nach Zusammenschluss der Lübecker Kirchengemeinden Bugenhagen, Friedrich von Bodelschwingh, Paul Gerhardt, St. Lorenz und St. Markus zum 1. Januar 2022 ist die Kirche ein Gotteshaus der neuen Ev.-Luth. Laurentius-Kirchengemeinde Lübeck.

## Architektur und künstlerische Ausgestaltung

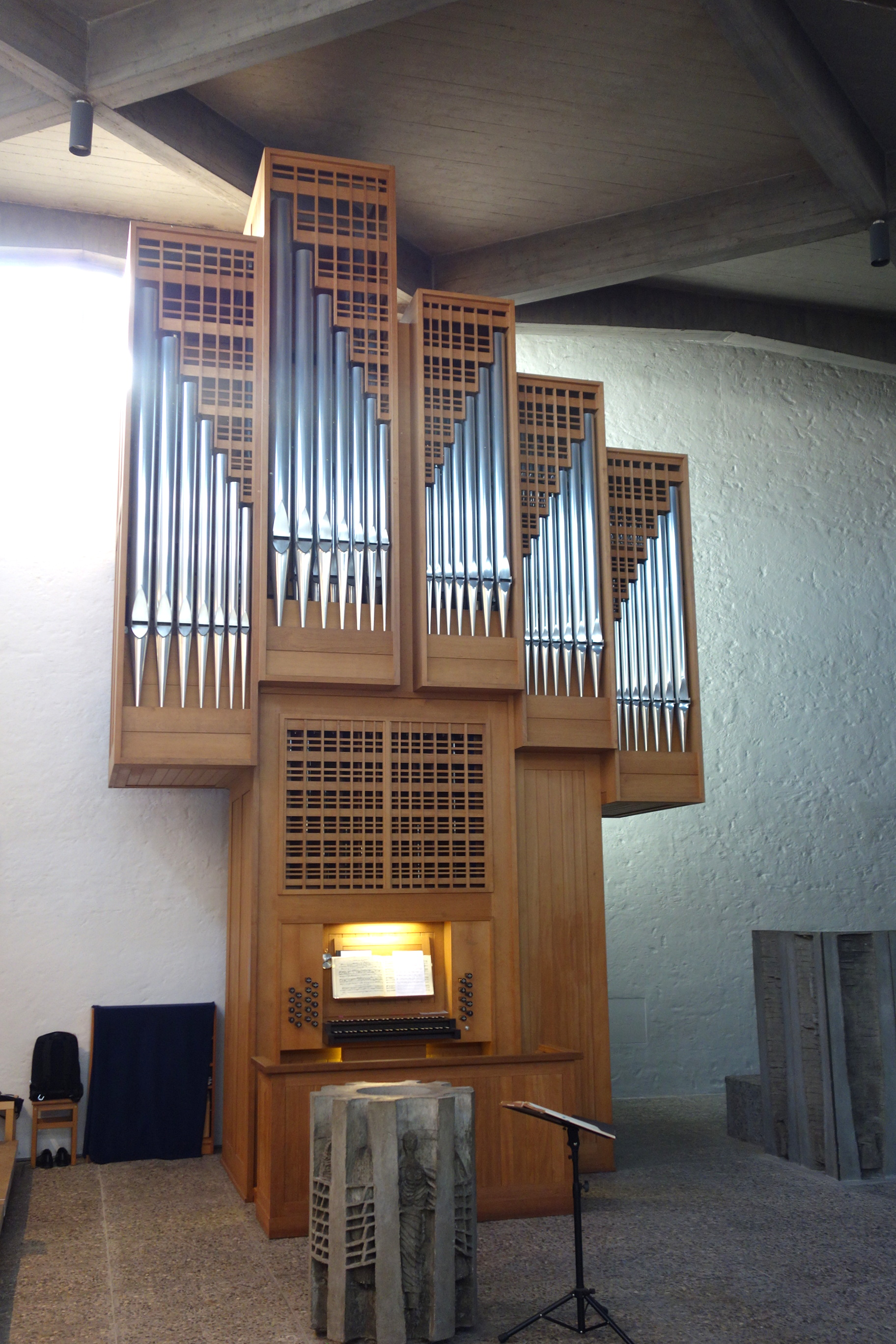
Rieger-Orgel von 1983

Die Kirche ist Anfang der 1960er Jahre nach Plänen der Hamburger Architekten Friedhelm Grundmann und Horst Sandtmann in Beton, Stahl und Backstein erbaut. Kirchweihe wurde am 14. März 1965 gefeiert. Das Gebäude zeichnet sich durch seine klaren Formen aus.
Die Fenster des Seitenschiffs sind vom Künstler Lothar Quinte in blauen, abstrakten Mustern gestaltet. Taufstein, Kanzel und Altarkrone der Kirche sind nach Entwürfen von Peter Dreher aus Beton gegossen und zeigen Motive aus Lukas 5,10 (den „Menschenfischer“), bzw. die Symbole der vier Evangelisten. Beherrschendes Element des Raumes ist die Altarkrone, ein Betonkranz, der als Dach über dem Altar „schwebt“. Sie ist mit 10 Bildern geschmückt, die Szenen aus der Passionsgeschichte darstellen.
Warme Farbtöne bringen die Rieger-Orgel von 1983 und die künstlerisch auf den Raum abgestimmten farbigen Altarbehänge (1995) in die Kirche. Die Orgel steht ebenerdig neben den Prinzipalien und hat einen Umfang von 24 Registern, verteilt auf zwei Manuale und Pedal.

## Glocken
Im Kirchturm hängen drei Glocken, welche 1964 von der Gießerei Gebrüder Bachert in Bad Friedrichshall-Kochendorf gegossen wurden. Das Geläut erklingt im Te-Deum Motiv.
| Glocke | Schlagton | Durchmesser | Inschrift                               |
| ------ | --------- | ----------- | --------------------------------------- |
| 1      | g¹        | 1062 mm0    | „Land, Land, Land, Hoere das Herrnwort“ |
| 2      | b¹        | 882 mm      | „Verleih uns Frieden Gnaediglich“       |
| 3      | c²        | 760 mm      | „Gott loben das ist unser Amt“          |